# Flórida espanhola
Flórida espanhola (em espanhol: La Florida) refere-se ao território espanhol da Flórida, que fazia parte da Capitania-Geral de Cuba, do Vice-Reino da Nova Espanha, e do Império Espanhol. Originalmente estendia sobre o que é agora o sudeste dos Estados Unidos, mas sem fronteiras definidas, a Flórida foi um componente da colonização espanhola na América e da expansão do Império Espanhol. Expedições de grande alcance foram realizadas no interior durante o século XVI, mas a Espanha nunca exerceu o controle completo sobre La Florida para além da área do que são agora os estados norte-americanos da Flórida, o sul da Geórgia, o sul do Alabama, o sul do Mississippi, e o sudeste do Louisiana (o Texas colonial estava em uma Capitania Geral diferente).

## História
Possivelmente foram os exploradores portugueses anônimos os primeiros europeus a mapear a costa oriental dos futuro Estados Unidos, provavelmente de Nova Iorque até a Flórida, conforme documentado no planisfério de Cantino de 1502. No entanto, eles mantiveram suas descobertas em segredo e não fizeram tentativa de explorar a terra.
Em 1512, Juan Ponce de León, o ex governador de Porto Rico, recebeu permissão real para procurar terra ao norte de Cuba. Em 3 de março de 1513, Juan Ponce de León, organizou e equipou três navios para uma expedição partida de "Punta Aguada" em Porto Rico. No final de março ele avistou uma ilha (quase certamente uma das Bahamas), mas não parou. No início de abril, Ponce de León atingiu a costa nordeste da península da Flórida, que ele pensou ser uma grande ilha. Ele reclamou a "ilha" para a Espanha e nomeou-a de La Florida, porque era a época da Pascua Florida e também devido a grande parte da vegetação está florida. Em seguida, ele explorou o sul ao longo da costa, em torno de as Florida Keys e ao norte, na costa oeste da península, antes de voltar para Porto Rico.
Ponce de León, provavelmente, não foi o primeiro espanhol a chegar na Flórida, embora tenha sido o primeiro a fazê-lo com a permissão da coroa espanhola. É provável que os navios espanhóis do Caribe já haviam ido secretamente invadir a Flórida para capturar escravos indígenas. Os índios da costa leste e da costa sudoeste da Flórida foram hostis a Ponce de León no primeiro contato, e ele encontrou um índio na Flórida que conhecia algumas palavras do espanhol.[carece de fontes?]

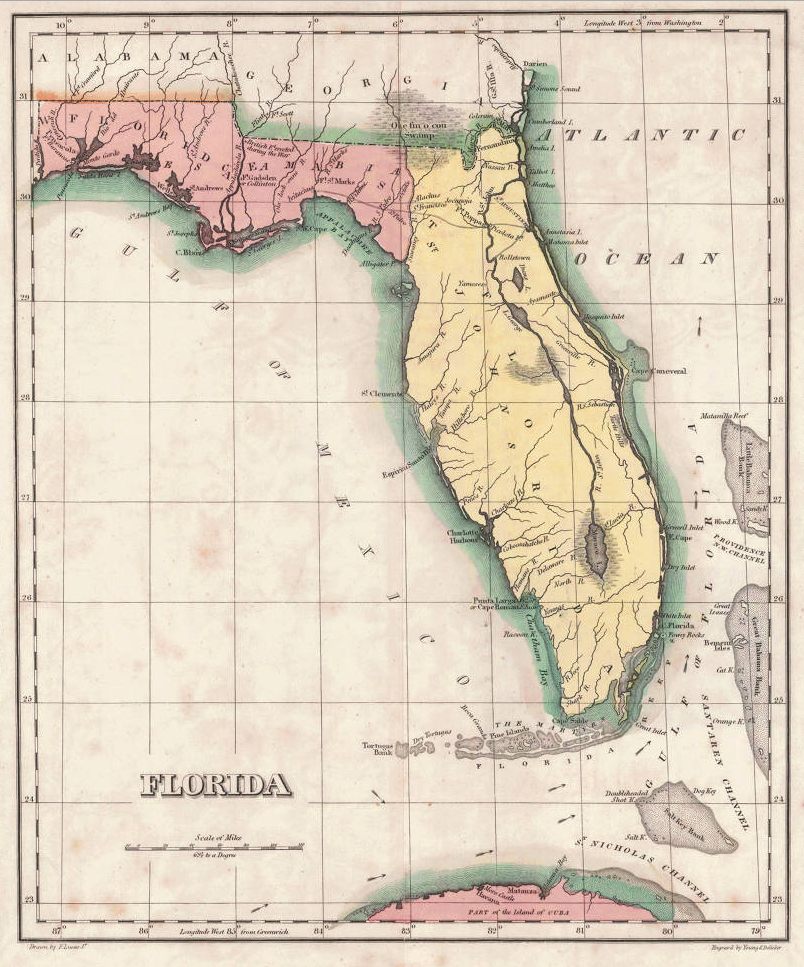
Sob o domínio espanhol, a Flórida foi dividida pela separação natural do rio Suwannee em Flórida Oriental e Flórida Oriental. (mapa: Carey & Lea, 1822)

Em 1763, a Espanha cedeu a Flórida à Grã-Bretanha em troca do controle de Havana, Cuba, que tinha sido capturada pelos britânicos durante a Guerra dos Sete Anos. Como a Grã-Bretanha havia derrotado a França na guerra, ela assumiu toda a Luisiana Francesa no leste do Rio Mississippi, exceto para New Orleans. Como não era possível governar esse novo território muito vasto como uma única unidade, a Grã-Bretanha dividiu em dois territórios separados pelo rio Apalachicola: em Flórida Oriental (a península) e Flórida Ocidental (a faixa de terra).
A Espanha recuperou a posse da Flórida da Grã-Bretanha através do Tratado de Versalhes de 1783, e manteve a prática britânica de governar a Flórida como territórios distintos: Flórida Ocidental e Flórida Oriental.
Depois da independência estadunidense, a falta de limites especificados levou a uma disputa de fronteira com os recém-formados Estados Unidos, conhecida como a Controvérsia da Flórida Ocidental. Os dois tratados de 1783 que puseram fim à guerra da independência estadunidense tinha diferenças de limites. O Tratado de Paris entre a Grã-Bretanha e os Estados Unidos especificava o limite entre a Flórida Ocidental e os recém-independentes Estados Unidos em 31°. No entanto, no tratado de Paz de Paris, entre a Grã-Bretanha e a Espanha, a Flórida Ocidental foi cedida à Espanha sem seus limites ser especificados. O governo espanhol assumiu que o limite era o mesmo que no acordo de 1763, através da qual eles tinham dado primeiro o seu território da Flórida, para a Grã-Bretanha, alegando que o limite norte da Flórida Ocidental era o limite de 32° 22′ estabelecido pela Grã-Bretanha em 1764, após a Guerra dos Sete Anos. A linha britânica em 32° 22′ era próximo a antiga reivindicação da Espanha de 32° 30′, que datava do Tratado de Madrid de 1670. Os representantes dos Estados Unidos insistiram que a fronteira estava em 31°, conforme especificado em seu Tratado de Paris com a Grã-Bretanha.
A Espanha tentou resolver o litígio de forma rápida, mas os EUA adiava, sabendo que o tempo estava do seu lado. através do Tratado de Madrid de 1795 com os Estados Unidos, a Espanha reconheceu o paralelo 31 como a fronteira, terminando a primeira controvérsia da Flórida Ocidental. Andrew Ellicott pesquisou esse paralelo em 1797, como a fronteira entre os Estados Unidos e os territórios espanhóis.
Em 22 de fevereiro de 1819, foi assinado o Tratado de Adams-Onís entre os Estados Unidos e a Espanha, e entrou em vigor em 17 de julho de 1821. De acordo com os termos do tratado, os Estados Unidos adquiriram a Flórida, e, em troca, renunciou a todos as suas pretensões sobre o Texas.